# 源川真希
源川 真希（みながわ まさき、1961年 - ）は日本の歴史学者。博士（史学）。東京都立大学人文学部助手、同助教授を経て、首都大学東京教授となる。専門は日本近現代史。愛知県出身。

## 人物
茨城大学では雨宮昭一に、東京都立大学大学院では佐々木隆爾に師事。主に1920年代から1940年代にかけての地域政治史、東京の都市史、矢部貞治などの政治思想史を研究している。

## 略歴
- 1984年 茨城大学人文学部卒業
- 1993年 東京都立大学大学院人文科学研究科博士課程満期退学
- 2002年 『近現代日本の地域政治構造』で博士（史学）、第28回財団法人東京市政調査会藤田賞奨励賞を受賞

## 著書

### 単著
- 『近現代日本の地域政治構造 大正デモクラシーの崩壊と普選体制の確立』(日本経済評論社、2001年）
- 『東京市政 首都の近現代史』（日本経済評論社、2007年）
- 『近衛新体制の思想と政治 自由主義克服の時代』（有志舎、2009年）
- 『総力戦のなかの日本政治』(吉川弘文館、2017年)
- 『首都改造 東京の再開発と都市政治』(吉川弘文館、2020年)

### 共編著
- （安田浩）『展望日本歴史19 明治憲法体制』（東京堂出版、2002年）